# Arisarum simorrhinum
Arisarum simorrhinum là một loài thực vật có hoa trong họ Ráy (Araceae). Loài này được Durieu mô tả khoa học đầu tiên năm 1846.

## Hình ảnh

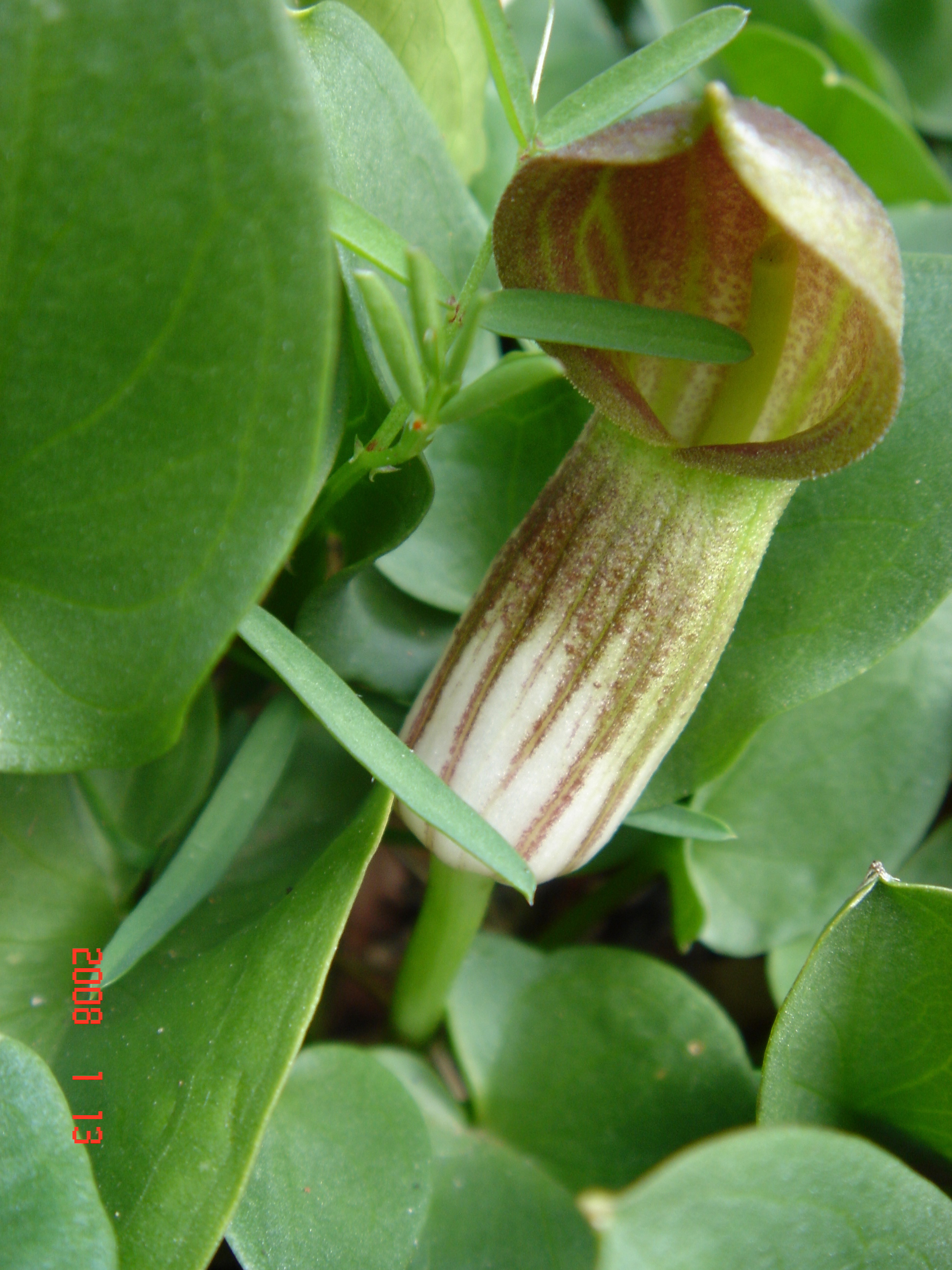
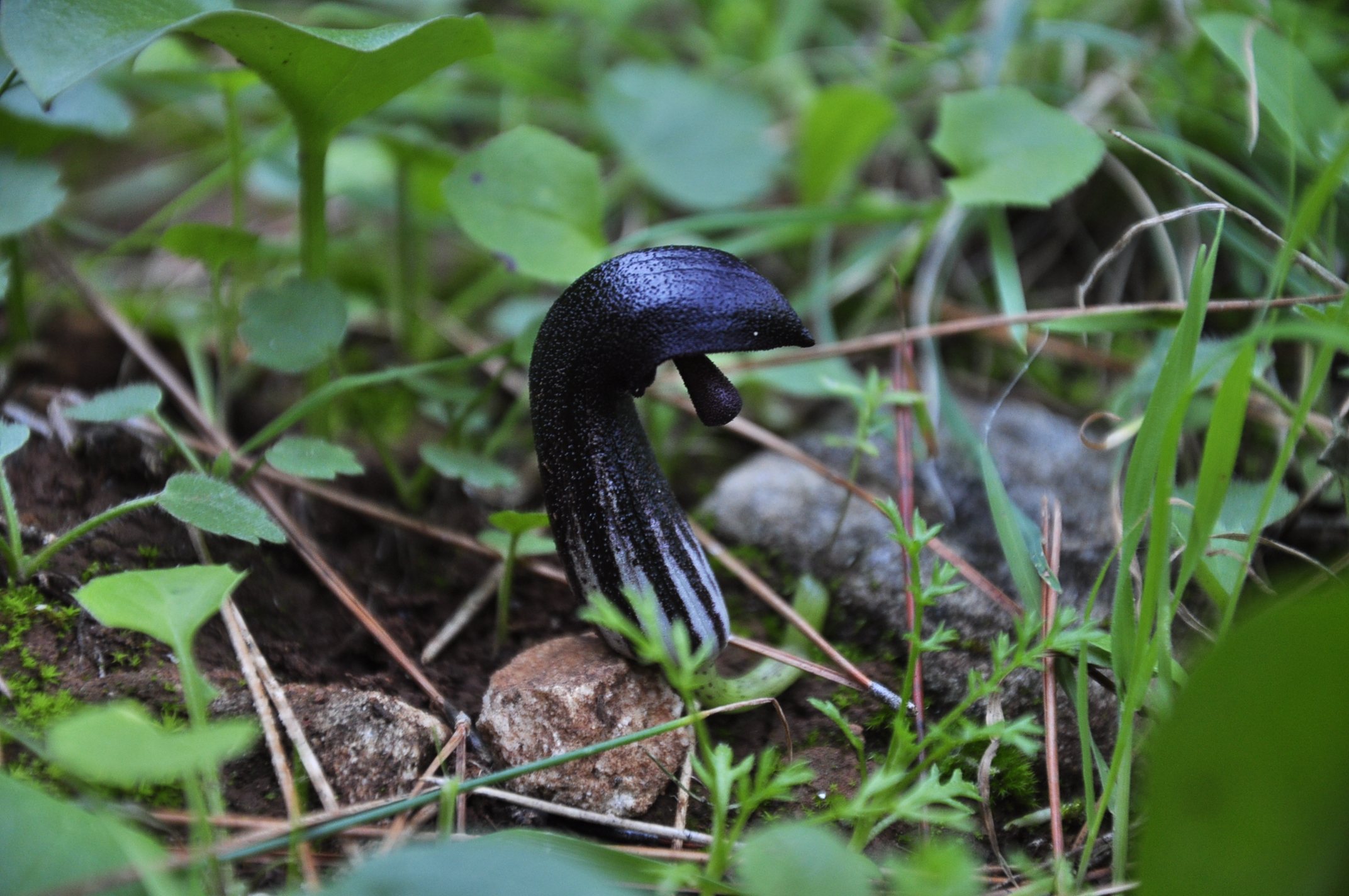